# Église Sainte-Jeanne-de-Chantal d'Antony
Pour les articles homonymes, voir Église Sainte-Jeanne-de-Chantal.
L'église Sainte-Jeanne-de-Chantal est une église catholique située 6, rue du Saule à Antony, commune française de la région Île-de-France. Le qualificatif « hors-les-murs » a été ajouté pour la différencier de l'église Sainte-Jeanne-de-Chantal de Paris.

## Historique

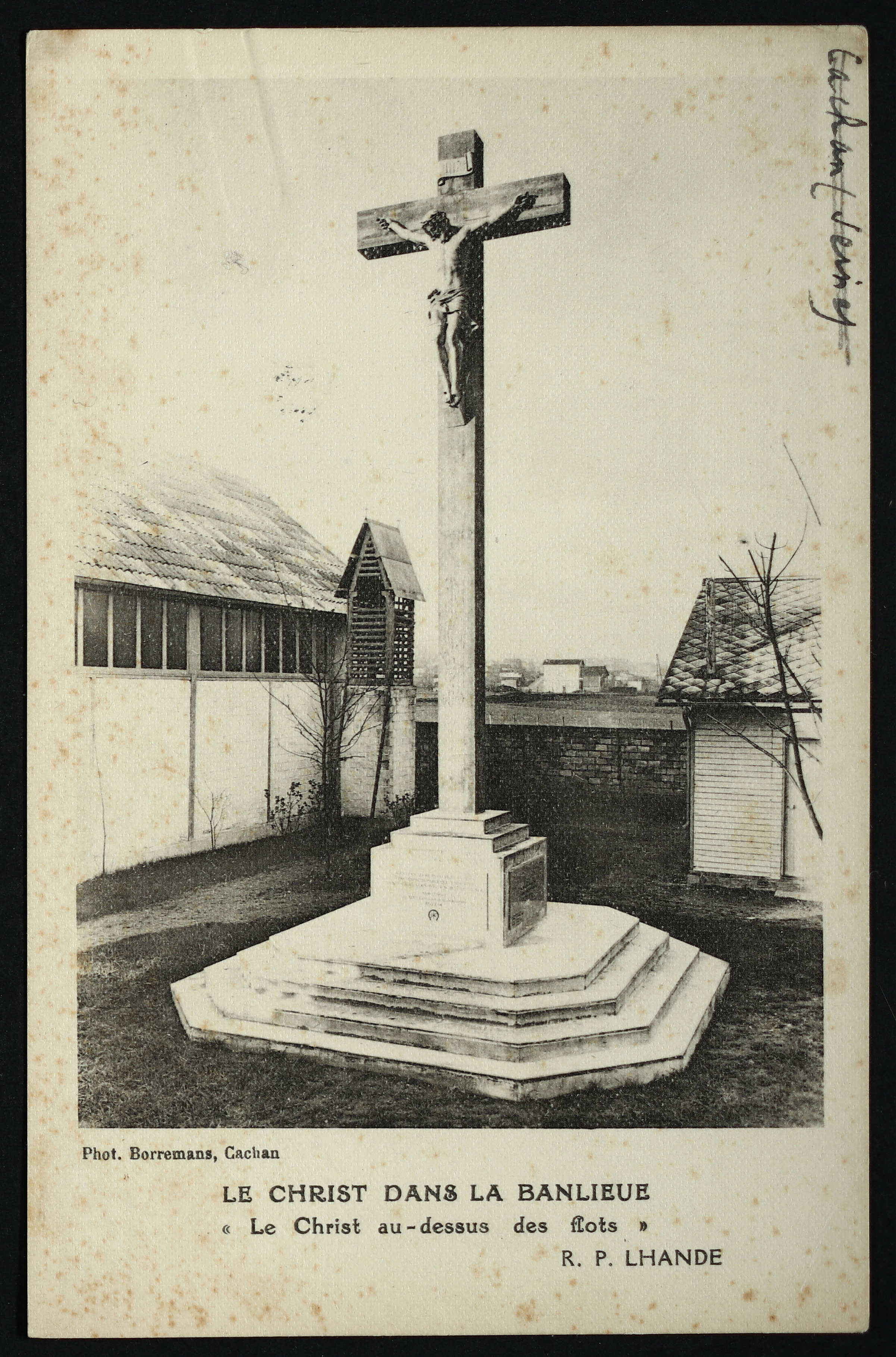
Calvaire de la chapelle Sainte-Jeanne de Chantal Hors-les-Murs.

Ce lieu de culte est l'œuvre de l’abbé Marie-Louis Sauvanaud, chanoine honoraire de Paris, curé d’Antony de 1915 à 1943. C'était à l'origine une chapelle de secours du quartier des Garennes. Le bâtiment principal provient de l’exposition coloniale de 1931. Lieu de culte de la paroisse Saint-Saturnin, elle est installée en 1932 pour servir la partie sud d'Antony,,
L'église a subi une rénovation en 1954.

## Description
Elle est ornée des vitraux multicolores représentant des scènes du Nouveau Testament.
La surface construite au sol s'élève à 312 m2.
Dans le jardin de l'église est édifié un calvaire.